# 東里桐子
東里 桐子（ひがしざと きりこ 3月30日 - ）は、日本の漫画家。愛知県出身。血液型はB型。「ストリートゲリラ」でデビュー。
漫画原作・ネームを担当する桐原のん（2015年に引退した元漫画家の杉原那月）、韓国人漫画家の朱琳と長年同居し、協力しあっている。
二次創作も行っており、過去には聖闘士星矢、現在には進撃の巨人などの同人誌を発行。
コミックマーケットの売り子として長年手伝いを経験していたこともあり、漫画家・島本和彦との縁が深い。
2020年12月に自身がADHDであったことを、Twitterにて報告している。

## 作品リスト

### 漫画作品
- 爆裂奇怪交響曲（『ミステリーDX』連載）
- パラドックス・ナイト（『ホラーDX』（増刊ミステリーDX）掲載）
  - パラドックス・シティ（『ホラーDX』（増刊ミステリーDX）掲載）
  - パラドックス・ゲーム（『大コメディー』（増刊月刊Asuka）掲載）
- KATHARSIS～暗闇への脱出～（『パッツィ』掲載）
- 月の純白 星闇の青碧（『ミステリーDX』連載）
- コミックでわかる残業ゼロのダンドリ仕事術（原作：吉山勇樹、単行本描き下ろし）
- 信長公弟記 〜織田さんちの八男です〜（原作：彩戸ゆめ、ネーム：桐原のん、『どこでもヤングチャンピオン』2022年新年1月号[5] - 連載中）
- 「お前には才能がない」と告げられた少女、怪物と評される才能の持ち主だった（原作：ラチム、構成：桐原のん、キャラクター原案：DeeCHA、『コロナEX』2022年4月21日 - 2023年8月10日）
- 異世界マッチングギルド～死合わせな異世界転生・ご提案します～（原作：花林ソラ、『マンガTOP』2023年11月1日 - 2023年12月20日）
- 悪逆覇道のブレイブソウル（原作：レオナールD、構成：桐原のん、キャラクター原案：こむぴ、『コミックノヴァ』2023年10月27日 - 2025年4月18日）
- 陛下、心の声がうるさすぎます。私へのえっちな妄想はお控えください!?（原作：ちろりん、キャラクター原案：上原た壱、『オパールCOMICS』2024年6月7日 - 連載中）

### ボーイズラブ漫画作品
ボーイズラブ作品は成人向けの年齢制限がある作品も存在する。
ビブロス
- ストリートゲリラ - デビュー作。
- 破滅天使
- 範囲シリーズ
  - 射程範囲
  - 快楽範囲
  - 熱愛範囲

主婦と生活社→宙出版
- 光と闇のディストピア
- ライジングシリーズ
  - ライジング
  - 夢のはこ
  - 恋じゃなくなる日
  - コンプレックス・ハート
  - EGOIST（『アップル花組』1998年1月号）
  - 天使の輪舞曲（『アップル花組』1998年2月号 - 4月号）
- おビョーキ大好き（『アップル花組』1998年5月号）
- POST CARD（『アップル花組』1998年6月号）
- エヴァー･グリーン（『アップル花組』1998年7月号）
- 謝肉祭

三和出版
- ピンクアダムス
- ゴージャス・ハート
- 王様の飼い方
- 東京天使

笠倉出版社
- イノセント・ブルー
- シャバダ・ドゥビ・ドゥワ

フロンティアワークス
- ラズベリークライシス
- LOVE RECIPEシリーズ
  - LOVE RECIPE
  - LOVE PORTION
- BLT
- 征服者とケダモノと僕

心交社
- INVOKE

大都社
- TWIN LOVER’S
- LOVE DRUG

秋水社
- Bounty XXX（『モバイルBL宣言』Vol.13 - 18連載）
- レクチャー・ゾーン（『モバイルBL宣言』Vol.21 - 25連載） - 東里桐子。名義。

ソルマーレ編集部
- それが僕を焦らせる（『Ficusアンソロジー とろけた顔して狙い撃ち★』掲載、2014年5月配信）

### ロマンス漫画作品
宙出版
- 最後のおおいなる情熱（原作：エマ・ダーシー）

ハーレクイン
- 誤解が招いた愛（原作：レベッカ・ウインターズ）
- 孤独なドクター（原作：ヘザー・マカリスター）
- ひと夏だけの情熱（原作：クリスティーナ・ホリス）

レクラン
- 大富豪皇帝の極上寵愛（原作：御厨翠）

### イラスト
- Selfishness セルフィッシュネス（著：天草きらら、2001年12月発売、心交社、ショコラノベルスHYPER、全1巻）
- 愚者〜ザ・フール〜（著：秋月こお、2007年9月発売、日本文芸社、Karen文庫、全1巻）
- 二度目の恋〜最後のバラッド〜（著：柚木ユキオ、2017年4月25日、アスタリスク文庫、全1巻） - 電子書籍限定配信。
- マンハッタンの窓辺から（著：松橋オリザ、2019年2月13日、いるかネットブックス、bijou、全1巻） - 電子書籍限定配信。松橋オリザの「47XXY」という小説のリメイクだが、イラスト担当が異なる。

### 書籍
- 『ストリートゲリラ』ビブロス〈パッツイコミックス〉→〈スーパービーボーイコミックス〉[注釈 1]、1991年 - 2002年、全6巻
  1. 「高校生編」1991年9月14日発売、ISBN 4-88271-090-0
    - 改訂版 1996年9月発売、ISBN 4-88271-567-8

  2. 「大学生編」1992年12月発売、ISBN 4-88271-151-6
    - 改訂版 1996年9月発売、ISBN 4-88271-568-6

  3. 「大学生編」1994年6月発売、ISBN 4-88271-238-5
    - 改訂版 1996年9月発売、ISBN 4-88271-569-4

  4. 「大学生編」1997年1月発売、ISBN 4-88271-589-9
  5. 「大学生編ルナティック」1998年4月発売、ISBN 4-88271-781-6
  6. 「Xの螺旋」2002年5月発売、ISBN 4-88271-714-X
- 『爆裂奇怪交響曲』角川書店〈あすかコミックス〉1993年 - 1994年、全2巻
  1. 1993年10月4日発売[6]、ISBN 4-04-924386-5
  2. 1994年4月7日発売[7]、ISBN 4-04-924418-7
- 『パラドックス・ナイト』角川書店〈あすかコミックス〉、1994年9月7日発売[8]、ISBN 4-04-924458-6、全1巻
- 『月の純白 星闇の青碧』角川書店〈あすかコミックス〉、1994年 - 1995年、全4巻
  1. 1994年11月8日発売[9]、ISBN 4-04-924475-6
  2. 1995年2月7日発売[10]、ISBN 4-04-924492-6
  3. 1995年6月15日発売[11]、ISBN 4-04-924516-7
  4. 1995年11月14日発売[12]、ISBN 4-04-924550-7
- 『光と闇のディストピア』主婦と生活社〈ミッシィコミックス〉、1994年11月発売、ISBN 4-391-91512-X、全1巻
- 『ライジング!!シリーズ』主婦と生活社→宙出版〈ミッシィコミックス〉、1995年 - 1998年、全6巻 - 文庫版は〈ソノラマコミック文庫〉より刊行。
  1. 「ライジング!!」1995年11月発売、ISBN 4-391-91563-4
    - 新版 1997年4月10日発売、ISBN 4-87287-101-4

  2. 「夢のはこ」1996年7月発売、ISBN 4-391-91606-1
    - 新版 1997年4月10日発売、ISBN 4-87287-136-7

  3. 「恋じゃなくなる日」1997年2月発売、ISBN 4-391-91630-4
    - 新版 1997年4月発売、ISBN 4-87287-162-6

  4. 「コンプレックス・ハート」1997年10月発売、ISBN 4-87287-193-6
  5. 「EGOIST」1998年3月発売、ISBN 4-87287-222-3
  6. 「天使の輪舞曲」1998年5月発売、ISBN 4-87287-229-0

  - 『ライジング!!』朝日ソノラマ〈ソノラマコミック文庫〉、2006年 - 2007年刊、全4巻 - 同作の文庫版。単行本のサブタイトルはなし。
    1. 2006年10月20日発売、ISBN 4-257-72385-8
    2. 2006年11月21日発売、ISBN 4-257-72389-0
    3. 2006年12月発売、ISBN 4-257-72395-5
    4. 2007年1月発売、ISBN 978-4-257-72402-5
- 『天使のほほえみ』定広美香と共著、ビブロス〈スーパービーボーイコミックス〉、1996年11月15日発売、ISBN 4-88271-572-4、全1巻
  - 「彼が布団を売った理由」併録。
- 『破滅天使』ビブロス〈スーパービーボーイコミックス〉、1997年10月10日初版発行、ISBN 4-88271-620-8、全1巻
  - 「PLAZMA」「破滅天使-PLAZMA鏡像2-」「5cmの距離」「永劫輪廻」「unison」「初恋なんてふざけるな」「WAKU NO SOTO NO FUKEI」併録。
- 『おビョーキ大好き』宙出版〈ミッシィコミックス〉、1999年1月発売、ISBN 4-87287-278-9、全1巻
  - 「エヴァー・グリーン」「空のない朝」「D〜麻薬〜」「二重螺旋」「CRASH」「UBASAKA」併録。
- 『射程範囲』ビブロス〈スーパービーボーイコミックス〉、1999年12月発売、ISBN 4-88271-876-6、全1巻 - 電子書籍では〈ダリアコミックスe〉より刊行。
  - 「共存範囲」「死角範囲!?」「妥協範囲」「許容範囲」「快楽範囲」「限界範囲」「その男!長谷川静ッ!!」併録。
  - 射程範囲 新装版（2009年8月発売、ISBN 978-4-86263-642-3、全1巻）
- 『快楽範囲』ビブロス〈スーパービーボーイコミックス〉、2003年2月10日発売、ISBN 4-8352-1420-X、全1巻
- 『熱愛範囲』ビブロス〈スーパービーボーイコミックス〉、2004年2月10日発売、ISBN 4-8352-1551-6、全1巻 - 電子書籍では〈ダリアコミックスe〉より刊行。
  - 「教習範囲」「領空範囲」「転落範囲」「課題範囲」「unison」併録。
- 『独占範囲』ビブロス〈スーパービーボーイコミックス〉、2009年9月発売、ISBN 978-4-86263-658-4、全1巻
- 『謝肉祭』宙出版〈ミッシィコミックス〉、2000年2月発売、ISBN 4-87287-352-1、全1巻
  - 「おもちゃ箱の反乱」「キメイラたちの夜」併録。
- 『ピンクアダムス』三和出版〈SANWA COMICS〉、2000年 - 2001年、全2巻
  1. 2000年4月発売、ISBN 4-88356-054-6
  2. 2001年9月25日発売、ISBN 4-88356-088-0
- 『最後のおおいなる情熱』宙出版〈エメラルドコミックス〉、原作：エマ・ダーシー、2001年2月発売、ISBN 4-87287-458-7、全1巻
- 『イノセント・ブルー』笠倉出版社〈カルトコミックス〉、2001年11月発売、ISBN 4-7730-0641-2、全1巻
  - 「Web!サプライズ」「真夏の熱帯魚」「琥珀の追複曲（カノン）」「ナチュラル・キス」併録。
- 『ゴージャス・ハート』三和出版〈SANWA COMICS〉、2002年発売、ISBN 4-88356-108-9、全1巻
  - 「最強REX! テュラン・キングダム」「微笑みの報酬」併録。
- 『王様の飼い方』三和出版〈SANWA COMICS〉、2002年11月25日発売、ISBN 4-88356-152-6、全1巻
- 『ラズベリークライシス』フロンティアワークス〈ダリアコミックス〉[注釈 2]、2003年3月22日発売、ISBN 4-89601-637-8、全1巻
  - 「ホワイトブレス」併録。
- 『INVOKE』心交社〈ショコラコミックス〉、2003年8月発売、ISBN 4-88302-877-1、全1巻
- 『東京天使』三和出版〈SANWA COMICS〉、2003年8月25日発売、ISBN 4-88356-189-5、全1巻
- 『LOVE RECIPE』フロンティアワークス〈ダリアコミックス〉、2005年 - 2006年、全2巻
  1. 2005年6月22日発売、ISBN 4-86134-079-9
  2. 2006年9月22日発売、ISBN 4-86134-142-6

  - 『LOVE PORTION』フロンティアワークス〈ダリアコミックス〉、2007年 - 2008年、全2巻
    1. 2007年9月22日発売、ISBN 978-4-86134-208-0
    2. 2008年7月22日発売、ISBN 978-4-86134-274-5
- 『TWIN LOVER’S』大都社〈ダイトコミックス〉、2005年12月22日発売、ISBN 4-88653-865-7、全1巻
  - 「最強REX!-テュラン・キングダム-」「二重螺旋」「エヴァー・グリーン」「サンクションズ」「破滅天使-PLAZMA鏡像2-」「Drg Drug」併録。
- 『シャバダ・ドゥビ・ドゥワ』笠倉出版社〈カルトコミックス〉、2006年1月31日発売、ISBN 4-7730-9565-2、全1巻
- 『LOVE DRUG』大都社〈ダイトコミックス〉、2007年5月10日発売、ISBN 978-4-88653-890-1、全1巻
  - 「D〜麻薬〜」併録。
- 『誤解が招いた愛』ハーレクイン〈ハーレクインコミックス〉、原作：レベッカ・ウインターズ、2008年11月発売、ISBN 978-4-596-95092-5、全1巻
- 『BLT』フロンティアワークス〈ダリアコミックス〉、2009年10月22日発売[13]、ISBN 978-4-86134-362-9、全1巻
- 『孤独なドクター』ハーレクイン〈ハーレクインコミックス〉、原作：ヘザー・マカリスター、2010年12月発売、ISBN 978-4-596-95283-7、全1巻
- 『永遠範囲』フロンティアワークス〈ダリアコミックスe〉、2010年12月発売、全1巻 - 電子書籍限定配信。
  - 表題作以外は『射程範囲』の併録作品（「死角範囲」「その男!長谷川静ッ!!」「限定範囲」併録）。
- 『Bounty XXX』大都社〈ダイトコミックス〉、2010年10月25日発売[14]、全1巻） - 電子書籍では秋水社より刊行。
- 『征服者とケダモノと僕』フロンティアワークス〈ダリアコミックス〉、2010年12月22日発売、ISBN 978-4-86134-461-9、全1巻
- 『レクチャーゾーン』大都社〈ダイトコミックス〉、2012年4月26日発売[15]、全1巻） - 電子書籍では秋水社より刊行。
- 『コミックでわかる 残業ゼロのダンドリ仕事術』KADOKAWA〈単行本〉[注釈 3]、原作：吉山勇樹 、2017年1月27日発売、ISBN 978-4-04-601766-6、全1巻
- 『ひと夏だけの情熱』ハーレクイン〈ハーレクインコミックス〉、原作：クリスティーナ・ホリス、2019年10月1日発売[16]、ISBN 978-4-596-58924-8、全1巻
- 『大富豪皇帝の極上寵愛』プランタン出版〈オパールCOMICS〉、原作：御厨翠、2021年3月8日発売、ISBN 978-4-8296-5007-3）
- 『信長公弟記 〜転生したら織田さんちの八男になりました〜』、秋田書店〈ヤングチャンピオンコミックス〉2022年 - 、既刊6巻（2025年5月27日現在）